# Sub-land
Sub-land er en ungdomsroman om den danske graffitikultur skrevet af forfatteren Peter Grønlund (Gyldendal 2005). Sub-land forsøger at give et skønlitterært, men troværdigt indblik i den anarkistiske og kreative subkultur. Bogen var nomineret til årets bedste ungdomsbog, kaldet Orla-prisen, i 2006.
| Bog | Spire Denne artikel om bøger og tidsskrifter er en spire som bør udbygges. Du er velkommen til at hjælpe Wikipedia ved at udvide den. |